# Édouard Bader
Pour les articles homonymes, voir Bader.
Pas d'image ? Cliquez ici

a Compétitions nationales et continentales officielles uniquement.

b Matchs officiels uniquement.
Édouard Bader, né le 26 juillet 1899 à Ferrières-en-Brie et mort le 21 avril 1983 dans la même ville, est un joueur international français de rugby à XV évoluant au poste de demi de mêlée. 

## Biographie
Édouard Bader joue au poste de demi de mêlée pour le SS Primevères (club des magasins du Printemps), le Stade français, le CASG Paris et l'AS Bourse. Il est également sélectionné à trois reprises en équipe de France. Il dispute un test match contre une sélection de Māori néo-zélandais en 1926, ainsi que deux matchs du Tournoi des Cinq Nations en 1927.

## Palmarès
- 3 sélections en équipe de France de rugby à XV de 1920 à 1927
- Vice-champion olympique en 1920
- Participation au Tournoi des Cinq Nations de 1927